# Miss Universo 1956
La 5.ª edición del certamen de Miss Universo se celebró el 20 de julio de 1956 en el Long Beach Municipal Auditorium en Long Beach, California, Estados Unidos en donde compitieron 30 mujeres jóvenes. Miss Estados Unidos, de 19 años de edad, Carol Morris, ganó el concurso, convirtiéndose en la segunda estadounidense en ganar el título de Miss Universo y Estados Unidos sería el primer país en repetir corona.

## Resultados
| Resultado Final    | Candidatas |
| ------------------ | --- |
| Miss Universo 1956 | - Estados Unidos - Carol Morris |
| 1ª Finalista       | - Alemania Occidental - Marina Orschel |
| 2ª Finalista       | - Suecia - Ingrid Goude |
| 3ª Finalista       | - Inglaterra - Iris Waller |
| 4ª Finalista       | - Italia - Rossana Galli |
| Semifinalistas     | - Argentina - Ileana Carré - Bélgica - Lucienne Auquier - Brasil - Maria Cardoso - Cuba - Marcia Rodríguez - Francia - Anita Treyens - Grecia - Rita Gouma - Israel - Sara Tal - México - Erna Baumann - Perú - Lola Sabogal - Venezuela - Blanquita Heredia |

## Premios Especiales
| Premio                                | Concursante                            |
| ------------------------------------- | -------------------------------------- |
| Miss Simpatía                         | - Costa Rica - Anabelle Granados       |
| Miss Fotogénica                       | - Alemania Occidental - Marina Orschel |
| Chica Más Popular en el Paseo Público | - Estados Unidos - Carol Morris        |

## Concursantes
| - Alaska - Barbara Maria Sellar - Alemania Occidental - Marina Orschel - Argentina – Ileana Carré - Bélgica - Lucienne Auquier - Brasil - Maria José Cardoso - Canadá - Elaine Evelyn Bishenden - Chile - Inelia Concepción Obach Chacana (†) - Costa Rica - Anabelle Granados Salazar - Cuba - Marcia Rodríguez Echeverría - Ecuador - María Mercedes Flores Espín - Estados Unidos - Carol Ann-Laverne Morris - Filipinas - Isabel Escobar Rodríguez - Francia - Anita Treyens - Grecia - Rita Gouma - Guatemala - Marta Ileana Garlinger Díaz | - Guayana británica - Rosalind Iva Joan Fung - Holanda - Rita Schmidt - Inglaterra - Iris Alice Kathleen Waller - Islandia - Gudlaug Gudmundsdóttir - Israel - Sara Tal - Italia - Rossana Galli - Japón - Yoshie Baba - México - Erna Marta Baumann - Perú - Rosa Dolores "Lola" Sabogal Morzán - Puerto Rico - Antonia "Paquita" Vivo Cólon - República Dominicana - Olga Fernánda Fiallo Oliva de los Rosario - Suecia - Ingrid Goude - Turquía - Can Yusal - Uruguay - Guillermina "Titina" Aguirre - Venezuela - Blaquita Heredia Osío |

- Miss Finlandia Mirva Orvokki Arvinen no compitió.

* Como Miss Universo y Miss EE.UU. se llevaron a cabo en forma conjunta, los candidatos de ambos concursos fueron elegibles para los premios especiales

## Panel de Jueces
- Claude Berr
- Max Factor
- Betty Jones
- Tom Kelley
- Dorothy Kirsten
- James H. Noguer
- Robert Palmer
- Vincent Trotta
- Alberto Vargas
- Earl Wilson